# Vinderup
Vinderup is een plaats en voormalige gemeente in Denemarken.

## Voormalige gemeente
De oppervlakte bedroeg 223,68 km². De gemeente telde 8035 inwoners waarvan 4105 mannen en 3930 vrouwen (cijfers 2005).
Bij de herindeling van 2007 werd de gemeente bij Holstebro gevoegd.

## Plaats
De plaats Vinderup telt 3099 inwoners (2007). Vinderup heeft een spoorwegstation aan de spoorlijn Langå - Struer en ligt aan de wegen 513 en 189.